# واحد دامی
مفهوم واحد دامی یا واحد جانوری (به انگلیسی: Animal unit) به‌طور سنتی در آمریکای شمالی برای فراهم کردن برنامه‌ریزی، تجزیه‌وتحلیل و مدیریت استفاده از علوفه توسط دام مورد استفاده قرار می‌گرفته‌است، اما این اصطلاح کاربردهای دیگری نیز داشته‌است (در رابطه با تنظیم کنترل بو، اندازه پروار، کود دامی)، مدیریت و غیره). این اصطلاح توسط مقررات در حوزه‌های قضایی مختلف و توسط متخصصان مدیریت دام، مدیران منابع مرتع و دیگران به‌طور متفاوتی تعریف شده‌است. در نتیجه، هنگام استفاده یا تفسیر این اصطلاح، دقت لازم است تا اطمینان حاصل شود که از تعریف مناسب برای هدف استفاده می‌شود. اکثر (و نه همه) تعریف‌ها بر اساس این مفهوم است که یک ۱۰۰۰ پوندی (۴۵۴ کیلوگرم) گاو، با یا بدون گوساله از شیر گرفته نشده، یک واحد جانوری است، با فرض اینکه چنین گاوی ۲۶ پوند (حدود ۱۲ کیلوگرم) ماده خشک علوفه در روز مصرف کند.